# Dmitriy Radchenko
Dmitriy Leonidovich Radchenko - em russo, Дмитрий Леонидович Радченко (Leningrado, 2 de dezembro de 1970) é um ex-futebolista e treinador de futebol russo que atuou como atacante. Atualmente está sem clube.

## Carreira em clubes
Revelado pelo Smena Leningrado, Radchenko iniciou a carreira profissional em 1988, no Dínamo Leningrado (atual Dínamo São Petersburgo) e passou também pelo Zenit entre 1989 e 1990 antes de se transferir para o Spartak Moscou. Destacou-se nas quartas-de-final da Taça dos Clubes Campeões Europeus de 1990–91, quando marcou 2 gols na surpreendente vitória por 3 a 1 sobre o Real Madrid em pleno Santiago Bernabéu.
Seria na Espanha que o atacante passaria a atuar na temporada 1993–94, ao ser contratado pelo Racing Santander, onde atuaria ao lado do compatriota Dmitriy Popov. Na equipe da Cantábria, Radchenko viveria sua melhor fase, tendo feito um dos gols na goleada por 5 a 0 sobre o Barcelona em fevereiro de 1995. Jogaria ainda por Deportivo La Coruña (onde venceu a Supercopa da Espanha de 1995), Rayo Vallecano, Mérida e Compostela (todos por empréstimo) até 1999.
Após passagens razoáveis por Júbilo Iwata e Hajduk Split, Radchenko regressou à Espanha em 2002 para jogar no Bergantiños, equipe da Tercera División (então a quarta divisão espanhola). Alternando alguns períodos de inatividade, defendeu ainda o CD Baio (em paralelo com as funções de técnico da base do Deportivo La Coruña) e o time B do Bergantiños antes da aposentadoria como jogador, em 2008.

## Carreira internacional
Radchenko, que chegou a defender a União Soviética em 1990 (jogou 2 amistosos contra Estados Unidos e Trinidad e Tobago), não chegou a ser lembrado para a Seleção da CEI, que disputou apenas a Eurocopa de 1992. O primeiro jogo pela Rússia foi contra o México, em agosto de 1992, que também marcou a estreia da seleção após a dissolução da URSS, em 1991. Ele marcou seu primeiro gol na vitória por 2 a 0 sobre Luxemburgo, em outubro do mesmo ano, pelas eliminatórias da Copa de 1994, tendo feito o último gol na vitória de 6 a 1 sobre Camarões, partida lembrada pelos 5 gols de Oleg Salenko e pelo recorde de Roger Milla como o jogador mais velho a jogar (superado posteriormente por Faryd Mondragón na Copa de 2014 e em seguida por Essam El-Hadary em 2018) e a balançar as redes na competição.
Uma lesão o impediu de ser convocado para a Eurocopa de 1996, e o atacante faria seu último jogo pela Rússia em outubro, no empate por 1 a 1 com Israel, nas eliminatórias da Copa de 1998.

## Carreira de treinador
Além de ter comandado as categorias de base do La Coruña entre 2004 e 2006, Radchenko treinaria a academia do Zenit entre 2010 e 2013, ano em que foi promovido a auxiliar-técnico do time principal. Exerceria o mesmo cargo no Akhmat Grozny e no Zenit-2 antes de trabalhar como auxiliar da academia do Zenit por 2 anos.

## Títulos
Spartak Moscou
- Campeonato Russo: 1992, 1993
- Copa da Rússia: 1994
- Copa da União Soviética: 1992

Deportivo La Coruña
- Supercopa da Espanha: 1995

Júbilo Iwata
- Campeonato Japonês: 1999

## Links
- Biografia e perfil de Dmitriy Radchenko - RussiaTeam (em russo)